# Sinocrassula
Sinocrassula là một chi thực vật có hoa trong họ Crassulaceae.

## Các loài
Chi này hiện tại được công nhận gồm 7 loài. Phạm vi phân bố: Bhutan, Trung Quốc, Ấn Độ, Nepal, Pakistan, Sikkim, trong đó 6 loài đặc hữu Trung Quốc. Tại Trung Quốc nó được gọi là 石莲 (thạch liên, tức sen đá).
- Sinocrassula ambigua
- Sinocrassula densirosulata
- Sinocrassula diversifolia
- Sinocrassula indica
  - S. indica var. forrestii
  - S. indica var. luteorubra
  - S. indica var. obtusifolia
  - S. indica var. serrata
- Sinocrassula longistyla
- Sinocrassula techinensis
- Sinocrassula yunnanensis